# University of Jos

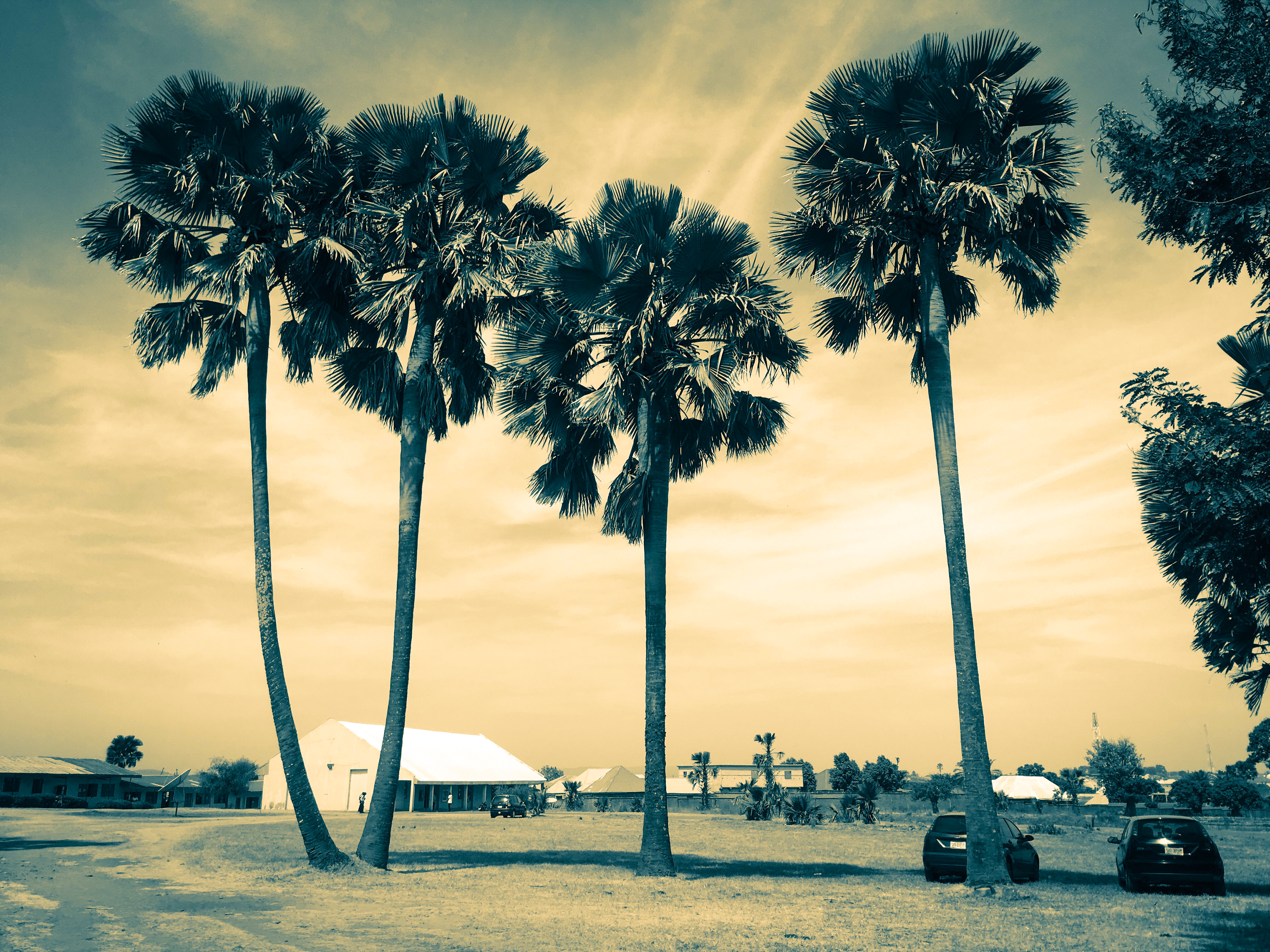
Campus

Die University of Jos (deutsch Universität von Jos) ist eine öffentliche Universität in der nigerianischen Stadt Jos, der Hauptstadt des Bundesstaates Plateau. Die offizielle Abkürzung ist unijos.
Die Universität bietet diverse Kurse in Medizin, Jura, Pharmazie, Naturwissenschaften (Physik, Chemie, Biologie), Sozialwissenschaften, Architektur und Studia humanitatis/Humanities.

## Geschichte

### Filialuniversität
Die heutige Universität Jos wurde als Filialuniversität der Universität Ibadan im November 1971 gegründet. Im folgenden Januar 1972 wurden die ersten Studenten aufgenommen (voruniversitäres Niveau). Im Oktober des Jahres 1973 begann das erste Bachelorprogramm.

### Selbstständigkeit
Zwei Jahre später wurde die Universität von der Militärregierung unter General Murtala Mohammed offiziell als eigene Universität anerkannt. Erster Prorektor der Universität war Professor Gilbert Onuaguluch.
Im Oktober 1976 starteten die ersten Kurse der eigenständigen Universität und 575 Studenten begannen ihr Hochschulstudium. Das Studium war in den vier bestehenden Fakultäten Pädagogik, Bildende Künste und Sozialwissenschaften, Naturwissenschaften und Medizin. Postgraduale Studien wurden im Jahre 1977 hinzugefügt. Im Jahr 1978 wurde die Fakultät Bildende Künste/Sozialwissenschaften in zwei eigenständige Fakultäten unterteilt und eine Fakultät der Rechtswissenschaften und Umweltwissenschaften eingeführt.
Im Jahr 2003 erhielt die Universität Jos eine Beihilfe in Höhe von 2.000.000 US-Dollar, um eine studieneigene Fundraising-Abteilung einzurichten.